# 西条中央
西条中央(さいじょうちゅうおう)は、広島県東広島市の町名。一丁目から八丁目まで設定されており、全域で住居表示が実施されている。

## 概要
黒瀬川と西条バイパス、下見街道に囲まれた範囲を町域とする。西条中央巡回線より北側は西から順に1～3丁目、南側は東から順に4～8丁目といったように、「コ」の字のような順番で丁目が振られている。
「西条中央」という名称ではあるが、西条地区の中心部ではなく、商業施設は比較的まばらである。他方、ほぼ全域が低層住居専用地域、中高層住居専用地域、住居地域のいずれかに指定されていることから、町内には住宅地が広がっている。

## 交通

### 鉄道
過去から一貫して、町内に鉄道路線が通ったことはない。最寄り駅は西条駅（西条本町）。

### バス
西条駅からブールバールを通って広島大学東広島キャンパスを結ぶ路線バスがあり、町内に複数バス停がある。運行事業者はJRバス中国と芸陽バス。
このほか、先述の2社は東広島市から委託される形でのんバスも運行しており、町内にもバス停が設置されている。

### 道路
- 広島県道195号西条停車場線 - 通称ブールバール
- 都市計画道路西条中央中央巡回線 - 2022年に江熊新橋が開通し、下見地区まで延長された。最終的には寺家駅周辺への延伸が予定されている[6]。
- 西条バイパス - 下見ならびに御薗宇との境界を成している。

## 施設
- 西条小学校(2丁目)
- 東広島市水道局(2丁目)
- 賀茂自動車学校(3丁目)
- 三ツ城小学校(7丁目)
- 東広島市立中央図書館(7丁目)
- 三ツ城古墳(7丁目)
- 大槙公園(8丁目)

なお、西条中央公園(西条栄町)、西条中央病院(西条昭和町)は名称に「西条中央」を含むが、町外にある施設である。

## 教育
市立小・中学校に通う場合、学区は以下のようになる。町内に学区の境界が走っているため、居住場所に応じて以下の3通りの通学先がある。
1丁目および5～8丁目の全域、4丁目の北部
- 三ツ城小学校(西条中央)→中央中学校(西条町下見)

2、3丁目の全域
- 西条小学校(西条中央)→西条中学校(西条町寺家)

4丁目の南部
- 御薗宇小学校(西条町御薗宇)→松賀中学校(西条町御薗宇)

## 世帯数・人口
以下は2023年10月の数値である。
- 西条中央一丁目 - 476世帯、794人
- 西条中央二丁目 - 226世帯、385人
- 西条中央三丁目 - 725世帯、1399人
- 西条中央四丁目 - 235世帯、382人
- 西条中央五丁目 - 387世帯、774人
- 西条中央六丁目 - 1191世帯、2027人
- 西条中央七丁目 - 1130世帯、2043人
- 西条中央八丁目 - 638世帯、1211人